# Wilkołaz
Wilkołaz è un comune rurale polacco del distretto di Kraśnik, nel voivodato di Lublino.
Ricopre una superficie di 81,86 km² e nel 2004 contava 5 575 abitanti.